# Campeonato Sul-Americano de Futebol Sub-20 de 2001
O Campeonato Sul-Americano de Futebol Sub-20 de 2001 foi disputado no Equador entre os dias de 12 de janeiro e 4 de fevereiro. Teve como vencedor o Brasil, que conquistou o seu oitavo título. 
As equipes foram divididas em dois grupos de cinco, e cada equipe jogou quatro partidas no sistema de todos contra todos. Os três primeiros colocados de cada grupo avançaram para um único grupo final de seis equipes, e cada equipe jogou cinco partidas. As quatro primeiras equipes do grupo final qualificaram-se para o Campeonato Mundial de Futebol Sub-20 de 2001.
Os locais sedes do torneio foram Latacunga, Ambato, Riobamba, Cuenca, Portoviejo, Machala e Guaiaquil. Quito foi descartado como anfitrião da competição por causa do descenso da LDU Quito à Série B do Campeonato Equatoriano.

## Participantes
As seguintes seleções disputaram o torneio:
- Argentina
- Bolívia
- Brasil
- Chile
- Colômbia
- Equador (anfitrião)
- Paraguai
- Peru
- Uruguai
- Venezuela

## Primeira fase

### Group A
|    | Seleção   | Pts | J | V | E | D | GP | GC | SG |
| -- | --------- | --- | - | - | - | - | -- | -- | -- |
| 1º | Paraguai  | 8   | 4 | 2 | 2 | 0 | 6  | 3  | +3 |
| 2º | Brasil    | 7   | 4 | 2 | 1 | 1 | 6  | 3  | +3 |
| 3º | Equador   | 5   | 4 | 1 | 2 | 1 | 3  | 2  | +1 |
| 4º | Peru      | 4   | 4 | 1 | 1 | 2 | 5  | 9  | -4 |
| 5º | Venezuela | 2   | 4 | 0 | 2 | 2 | 4  | 7  | -3 |

### Group B
|    | Seleção   | Pts | J | V | E | D | GP | GC | SG |
| -- | --------- | --- | - | - | - | - | -- | -- | -- |
| 1º | Argentina | 10  | 4 | 3 | 1 | 0 | 8  | 2  | +6 |
| 2º | Chile     | 6   | 4 | 2 | 0 | 2 | 6  | 5  | +1 |
| 3º | Colômbia  | 6   | 4 | 2 | 0 | 2 | 4  | 6  | –2 |
| 4º | Uruguai   | 4   | 4 | 1 | 1 | 2 | 4  | 6  | –2 |
| 5º | Bolívia   | 3   | 4 | 1 | 0 | 3 | 4  | 7  | –3 |

## Final Round
|    | Seleção   | Pts | J | V | E | D | GP | GC | SG  |
| -- | --------- | --- | - | - | - | - | -- | -- | --- |
| 1º | Brasil    | 13  | 5 | 4 | 1 | 0 | 15 | 3  | +12 |
| 2º | Argentina | 8   | 5 | 2 | 2 | 1 | 5  | 4  | +1  |
| 3º | Paraguai  | 6   | 5 | 1 | 3 | 1 | 7  | 6  | +1  |
| 4º | Chile     | 5   | 5 | 1 | 2 | 2 | 5  | 12 | –7  |
| 5º | Equador   | 4   | 5 | 1 | 1 | 3 | 4  | 7  | –3  |
| 6º | Colômbia  | 4   | 5 | 1 | 1 | 3 | 4  | 8  | –4  |

| Campeão          |
| ---------------- |
| BRASIL 8º título |

## Classificados para o Mundial
Os cinco melgores colocados se classificaram para o Campeonato Mundial de Futebol Sub-20 de 2001.
- Argentina (anfitrião)
- Brasil
- Chile
- Equador
- Paraguai